# Crepidula fornicata
La lapa zapatilla común (Crepidula fornicata), también conocida como concha de barca, es una especie de caracol de mar mediano, un molusco gastrópodo de la familia Calyptraeidae.

## Descripción

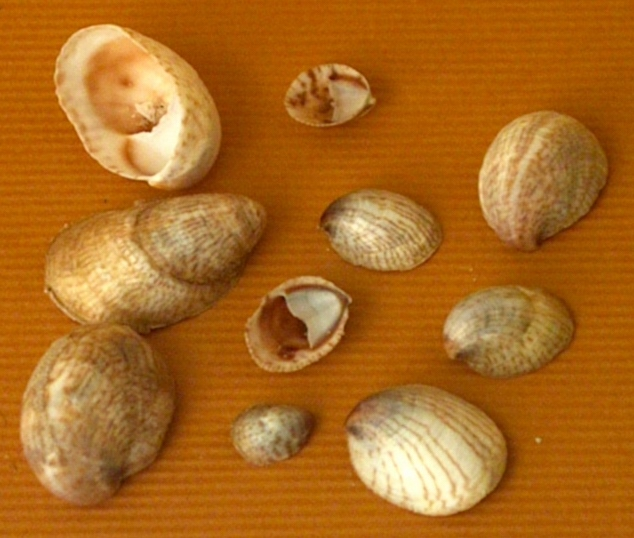
10 conchas frescas de Crepidula fornicata

La medida de la concha es 20–50 mm. La máxima longitud de concha registrada es de 56 mm.
Este caracol de mar tiene una concha arqueada, redondeada. En el interior de la concha hay una "cubierta" blanca, lo cual causa que la concha pueda parecerse a una barca o a una sandalia, de ahí su nombre común (slipper limpet). Hay variabilidad en la forma de la concha: algunas conchas son más arqueadas que otras.
Los grupos de individuos son a menudo encontrados boca arriba y apilados juntos, con las hembras más grandes, más viejas abajo y los machos más pequeños, más jóvenes arriba. según la colonia va creciendo, los machos se convierten en hembras (haciéndoles secuenciales hermafroditas).

## Distribución
La especie es nativa del Océano Atlántico occidental, específicamente de la costa Oriental de América del Norte. Ha sido introducido accidentalmente a otras partes del mundo y llegando a ser problemático. En España, está incluida en el Catálogo Español de Especies Exóticas Invasoras, regulado por el Real Decreto 630/2013.
La Distribución de la Crepidula fornicata va de 48°N a 25°N; 97.2°W a 25°W de tan lejos al norte en Nueva Escocia hasta el sur tan lejano como el Golfo de México.

### Distribución exótica

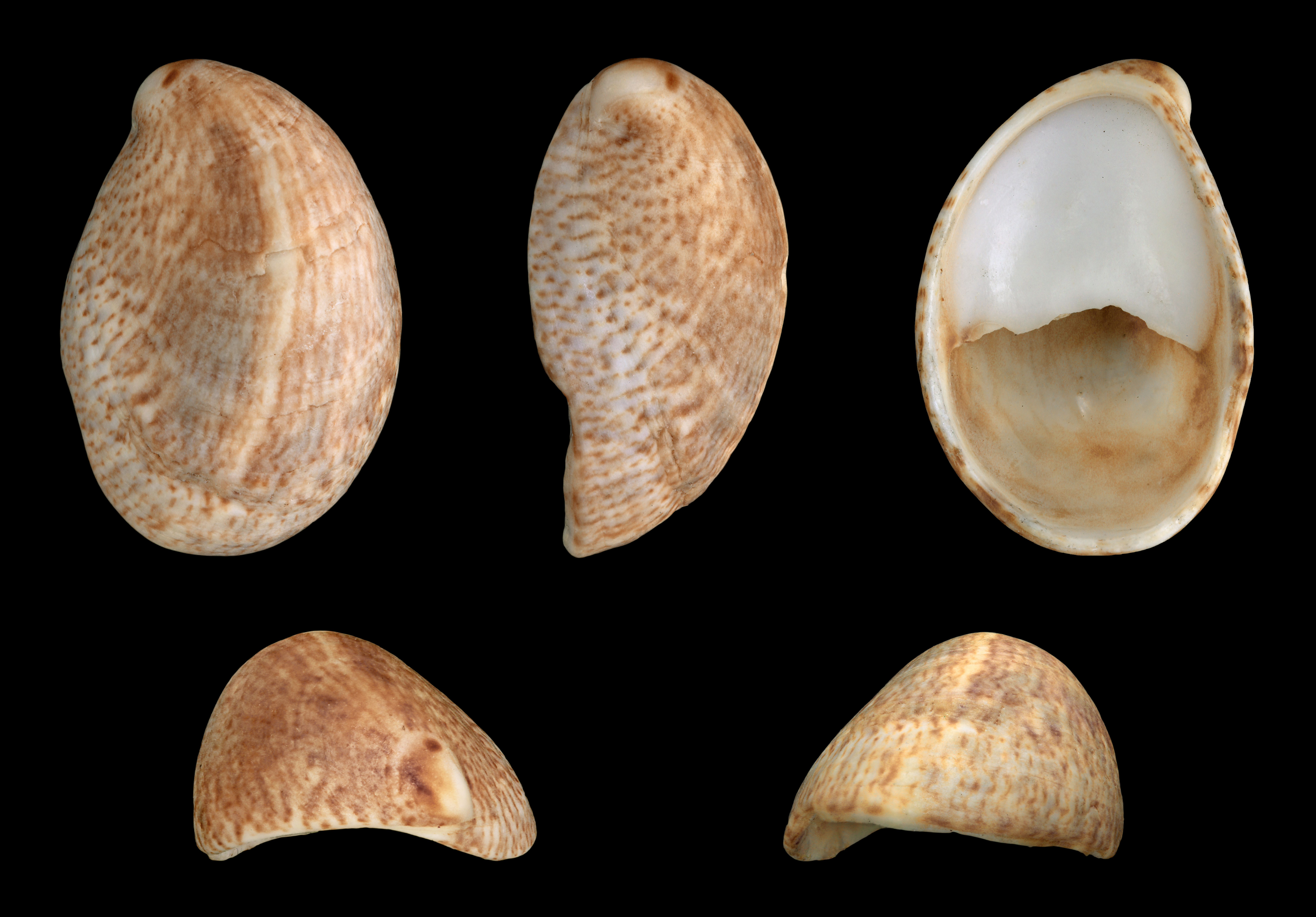
Cinco vistas de una concha de Crepidula fornicata

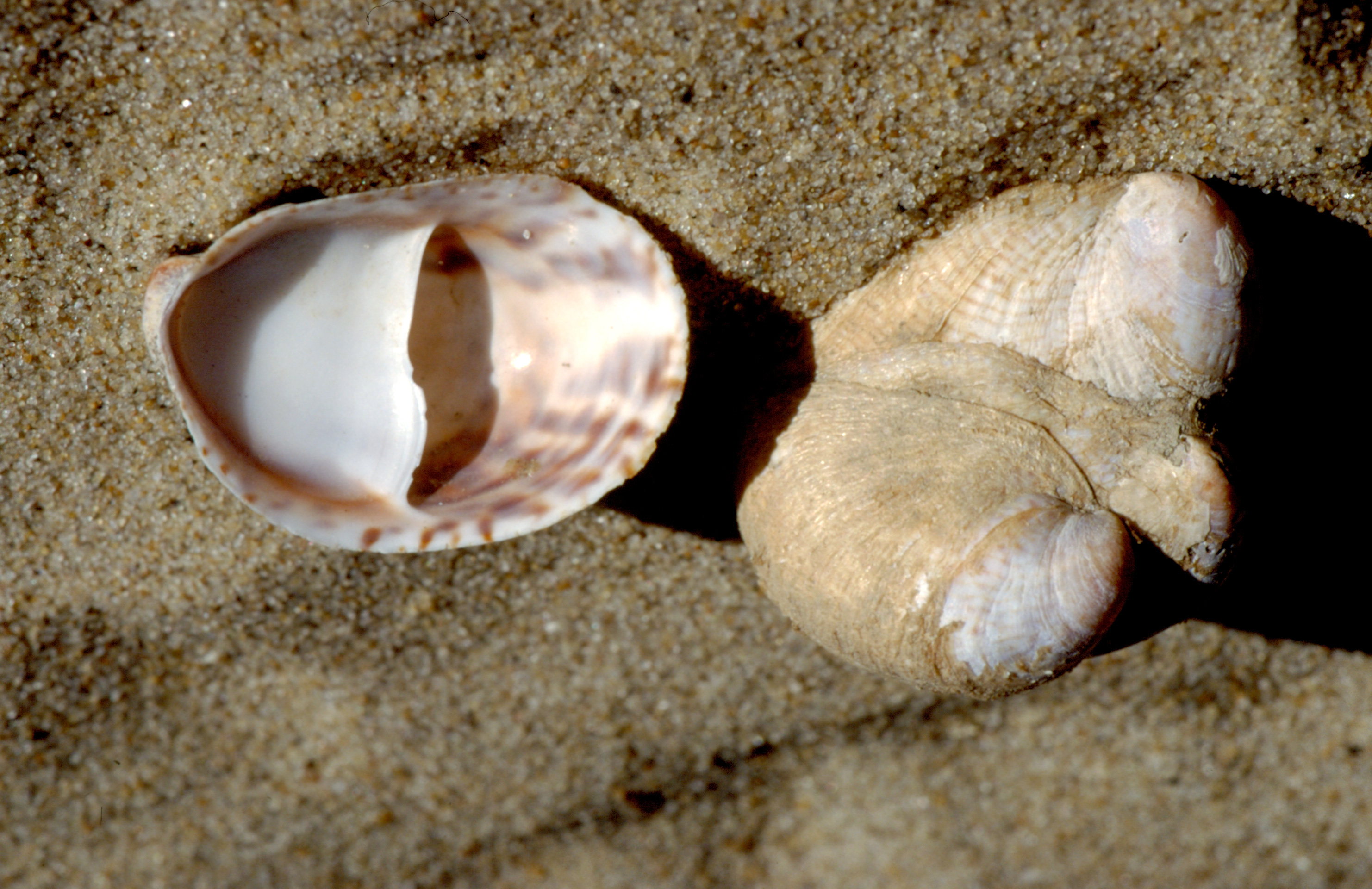

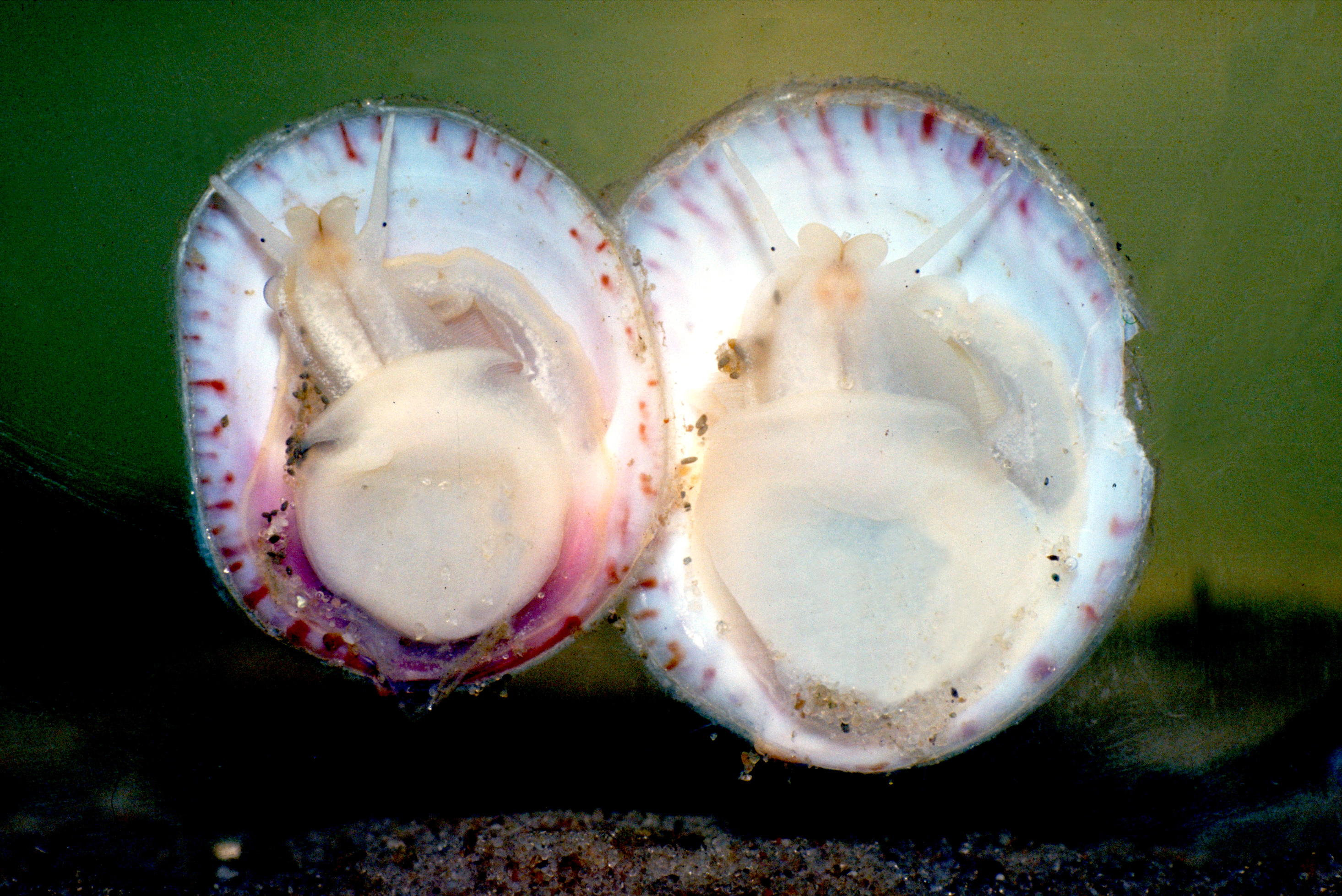

Fue introducida al estado de Washington.
La especie era, aun así, traído a Europa junto con la ostra oriental Crassostrea virginica. En Bélgica, la primera lapa fue encontrada el 28 de septiembre de 1911, sujeta a una ostra en Ostend, y desde el 1930 está vista como una especie común a lo largo de costa belga.
La especie está considerada una especie exótica en Dinamarca, Francia, Italia, Netherlands, España, y Reino Unido, y también se ha extendido a Noruega y Suecia. Es conocida por dañar las explotaciones pesqueras de ostras. Esta especie tiene pocos o incluso ningún predador en Europa, y puede crecer con facilidad en varios tipos de fondos duros y cerca de otros bancos de marisco. Una expansión continuada hacia el norte es probablemente impedido por la temperatura: las temperaturas bajas durante el invierno pueden ralentizar o inhibir su desarrollo.
También ha sido introducido en el pacífico noroeste y en Japón.

## Consumo humano

### Uso culinario
A pesar de que se considera una Especie invasora, el caracol se intenta comercializar en Francia.

## Ecología

### Hábitat
Esto es un caracol común , normalmente encontrado intertidally, infralittoral y circalittoral y en estuarios.
La mínima profundidad registrada es 0 m. La máxima profundidad registrada es 70 m.
Son a menudo encontrados, en pequeñas colonias apilados unos encima de otros, en rocas, sobre la concha de artrópodos de la familia Limulidae, conchas y en los pilares de muelles y embarcaderos.

### Hábitos Alimentarios
Generalmente para los Calyptraeidae, los hábitos alimenticios incluyen plankton y minúsculos elementos alimentarios detríticos en suspensión en el agua.

### Ciclo de vida
La especie es una hermafrodita secuencial (Dicogamia). Los animales más grandes y más viejos, en la base de una pila son hembras, los animales más jóvenes y más pequeños en la parte superior son machos. Si las hembras en la base de la colonia mueren, el más grande de los machos se convertirá en una hembra.